# دیزی (تبلیغ)
دیزی (انگلیسی: Daisy) که گاهی از آن به "دیزی گرل" یا "صلح، دختر کوچک" یاد می‌شود، یک تبلیغ انتخاباتی مجادله‌برانگیز است که در جریان انتخابات ریاست جمهوری ۱۹۶۴ آمریکا از سوی کارزار انتخاباتی رئیس‌جمهور وقت لیندون بی. جانسوندر آمریکا پخش شد. این تبلیغ، گرچه (از سوی کارزار انتخاباتی) تنها یک بار پخش شد، از عوامل مهم پیروزی قاطع جانسون در برابر رقیبش بری گلدواتر و نقطهٔ عطف مهمی در تاریخ سیاست ایالات متحده آمریکا و تبلیغات قلمداد می‌شود.
تبلیغ جانسون می‌خواهد رقیب خوداز حزب جمهوریخواه را جنگ طلب و پیامد انتخاب او را وقوع جنگ هسته‌ای معرفی کند.

## خلاصه داستان
این تبلیغات با یک دختر کوچک (مونیک ام. کورزیلیوس 3 ساله) در یک علفزار در حالی که پرندگان در حال آوازخوانی هستند، آغاز می شود. درحالی که دوربین روی صورت او زوم می‌کند، او در حال شمردن گلبرگ‌های یک گل و کندن آن‌هاست، اما تعدادی را با ترتیب اشتباه می شمارد. پس از رسیدن به "9"، مکث می‌کند، گویی که می‌خواهد شماره بعدی را به خاطر بسپارد و ناگهان صدای مردی می‌آید که در حال شمارش معکوس است، او می‌گوید: "10". 
دختر در پاسخ به شمارش معکوس، سر خود را به سمت نقطه‌ای خارج از کادر بالا می‌آورد و صحنه در این لحظه فریز می‌شود. با ادامه شمارش معکوس، زوم روی چشم دختر ادامه پیدا می‌کند تا به نمای بسته‌ای از چشم دختر می‌رسد. ویدئو همچنان روی چشم دختر متمرکز می‌شود تا این‌که مردمک چشم او صفحه را پر می‌کند، در نهایت با پایان یافتن شمارش معکوس، تصویر فید سیاه می‌شود. سیاهی فوراً با تابش درخشان و صدای انفجار هسته‌ای جایگزین می‌شود که مربوط به  فیلم‌های ویدئویی از آزمایش‌های اتمی در لوسالاموس است.
در همین حین صدای لیندون جانسون، رئیس‌جمهور وقت و نامزد انتخابات ریاست جمهوری شنیده می‌شود که می‌گوید: "این‌ها خطرات هستند! برای ساختن جهانی که همه فرزندان خدا در آن زندگی کنند یا رفتن به تاریکی. ما یا باید یکدیگر را دوست داشته باشیم یا باید بمیریم." در نهایت نوشته‌ای سفید در زمینه‌ای سیاه ظاهر می‌شود: «رأی به رئیس جمهور جانسون در 3 نوامبر». گوینده پس از گفتن این جمله اضافه می‌کندکه معنای مورد نظر آن این است که ریسک در خانه ماندن برای‌تان گران تمام می‌شود. البته معنای تحت الفظی این جمله این‌گونه است: «سهام بالاتر از آن است که در خانه بمانید". اصلاح سهام بالا "the stakes are too high meaning" برای بازی ورق و قمار به کار می‌رود و اشاره به زمانی دارد که سهام‌تان (شرط و پول در قمار) بالایی وسط زمین گذاشته‌اید تا انتظارتان برآورده شود. "کریس شنکل" مجری ورزشی خوانده می‌شود.
این تبلیغ به‌طور واضح بر علیه باری گلدواتر، نامزد رقیب جمهوری‌خواه تهیه شده بود، اما نامی از او ذکر نشده بود و به همین دلیل او نتوانست به کمیته تبلیغات انتخابات ریاست جمهوری شکایت کند.

## تاریخچه
آگهی دیزی با همکاری آژانس تبلیغاتی دویل دان برنباخ  Doyle Dane Bernbachو تونی شوارتز، طراح صدا و مشاور رسانه‌ای که برای کار در پروژه استخدام شد، خلق شد. تیم DDB از مدیر هنری سید مایرز، تهیه‌کننده آرون ارلیچ، نویسنده ارشد استن‌لی و ژن کیس نویسنده تبلیغات ارشد تشکیل شده بود. مفهوم ویدیو تبلیغاتی با استفاده از شمارش کودکی که منجر به شمارش معکوس انفجار و در نهایت به یک انفجار هسته‌ای می‌شود، ایده شوارتز بود.
او 2 سال قبل اعلامیه‌ای برای خدمات عمومی ضد‌هسته‌ای برای سازمان ملل ایجاد کرده بود. بازیگران و فیلمبرداری توسط DDB بدون شوارتز انجام شد. "دیزی" فقط یک بار در 7 سپتامبر 1964 پخش شد. پخش آن موجب شد مبارزات انتخاباتی جانسون به‌دلیل استفاده از چشم‌انداز جنگ هسته‌ای مورد انتقاد گسترده قرار بگیرد. سناتور Thruston B. Morton (R-Kentucky) در 16 سپتامبر به سنا گفت که کمیته ملی دموکراتیک "دروغ‌های الهام گرفته از وحشت" را در تلویزیون پخش می ‌کند و رئیس‌جمهور جانسون باید مسئولیت آنها را بپذیرد و اضافه کرد که هدف این تبلیغ "تحت فشار قراردادن والدین است. "
تبلیغ بلافاصله قطع شد، اما همه‌جا درباره آن صحبت می‌شد و در اخبار شبانه به‌طور کامل در برنامه‌ها نقل قول می‌شد. جک والنتی، که به‌عنوان دستیار ویژه جانسون خدمت می‌کرد، بعداً اعلام کرد که قطع پخش آگهی یک حرکت حساب شده بوده تا "این یک جسارت خاص از جانب مبارزات جانسون برای برداشت آگهی را نشان دهد." "ما باید یا یکدیگر را دوست داشته باشیم، یا باید بمیریم" از شعر WH Auden" 1 " برداشت شده است. کلمات "کودکان" و "تاریکی" نیز در شعر آودن وجود دارد. 
این تبلیغ از آن زمان در مبارزات سیاسی مختلفی مورد استفاده قرار گرفته یا به آن ارجاع داده شده است. در سال 1984، مبارزات انتخاباتی ناموفق والتر موندال از تبلیغات با موضوع مشابه "دیزی" استفاده کرد. تبلیغات Mondale بین فیلم‌های کودکان و فیلم‌های موشک‌های بالستیک و انفجارهای هسته‌ای، روی آهنگ "فرزندان خود را یاد دهید" ساخته Crosby ،‌Stills ،‌Nash & Young قطع کرد. 
در سال 1996، مبارزات انتخاباتی ناموفق باب دول، از یک کلیپ کوتاه "دیزی" در تبلیغات "تهدید" استفاده کرد. در جریان انتخابات فدرال استرالیا در سال 2007، سبزهای استرالیا "دیزی" را به‌عنوان یکی از تبلیغات تبلیغات انتخاباتی خود با کودک بودن دختر دیزی خود به نام هانا بیرن، دوباره ساختند. این آگهی همچنین در سال 2010 توسط شبکه ارزش‌های آمریکایی دوباره ساخته شد و هدف آن این بود که رأی‌دهندگان از سناتورهای خود بخواهند برنامه جدید را تصویب کنند. در سال 2016‌، هیلاری کلینتون دختر اصلی دیزی را برای شرکت در دنباله‌ای از تبلیغات استفاده شده در کارزار ناموفق خود علیه دونالد ترامپ به خدمت گرفت.